# チーゴレ
チーゴレ（伊: Cigole）は、イタリア共和国ロンバルディア州ブレシア県にある、人口約1,500人の基礎自治体（コムーネ）。

## 地理

### 位置・広がり

#### 隣接コムーネ
隣接するコムーネは以下の通り。
- レーノ
- マネルビオ
- ミルツァーノ
- パヴォーネ・デル・メッラ
- サン・ジェルヴァージオ・ブレシャーノ

### 地震分類
イタリアの地震リスク階級 (it) では、3 に分類される
。

## 姉妹都市
- マサリコス, スペイン、 2004年から
- Vara, スウェーデン、 2004年から
- Chanovice, チェコ、 2004年から
- Võru, エストニア、 2004年から
- Kunszentmárton, ハンガリー、 2004年から
- Abádszalók, ハンガリー、 2004年から